# Józef Grudzień
Józef Grudzień est un boxeur polonais, né le 1er avril 1939 à Piasek Wielki, près de Busko-Zdrój et mort le 17 juin 2017.

## Biographie
À Moscou, en 1963, il atteint le stade des quarts de finale des championnats d'Europe dans la catégorie des poids légers (-60 kg) ; en 1965, il devient vice-champion, et deux ans plus tard, champion d'Europe à Rome.
Grudzień connait son plus grand succès aux Jeux olympiques d'été de 1964, à Tokyo, en battant en finale le champion russe Velikton Barannikov.
Quatre ans plus tard, au Mexique, il remporte la médaille d'argent.

## Palmarès

### Jeux olympiques
- Jeux olympiques d'été de 1964 à Tokyo (poids légers)
- Jeux olympiques d'été de 1968 à Mexico (poids légers)

### Championnats d'Europe de boxe
- Championnats d'Europe de boxe amateur 1967 (poids légers)
- Championnats d'Europe de boxe amateur 1965 (poids légers)

### Championnats de Pologne de boxe
- Il a été trois fois champion de Pologne (1965, 1967 et 1968).